# Rajd Śląska 2020
4. Rajd Śląska – 4. edycja Rajdu Śląska. To rajd samochodowy, który był rozgrywany od 11 do 12 września 2020 roku. Bazą rajdu było miasto Chorzów. Była to druga runda rajdowych samochodowych mistrzostw Polski w roku 2020, druga runda historycznych rajdowych samochodowych mistrzostw Polski w sezonie 2020 i trzecia runda Rajdowych Samochodowych Mistrzostw Śląska w sezonie 2020.
Rajd Ślaska 2020 wygrał fiński zawodnik Jari Huttunen startujący samochodem Hyundai i20 R5, wyprzedził on o ponad siedem sekund polskiego zawodnika Grzegorza Grzyba prowadzącego Škodę Fabię Rally2 evo. Trzecie miejsce z ponad trzydziestosekundową stratą zajął Tomasz Kasperczyk.

## Lista zgłoszeń[3]
Poniższa lista spośród 69 zgłoszonych zawodników obejmuje tylko zawodników startujących w najwyższej klasie 2, samochodami grupy R5 i RGT oraz wybranych zawodników startujących w klasie Open.
| Nr. | Kierowca            | Pilot             | Zespół                           | Samochód               | Klasa    |
| --- | ------------------- | ----------------- | -------------------------------- | ---------------------- | -------- |
| 1   | Jari Huttunen       | Mikko Lukka       | Hyundai Poland Racing            | Hyundai i20 R5         | 2        |
| 2   | Grzegorz Grzyb      | Michał Poradzisz  |                                  | Škoda Fabia Rally2 evo | 2        |
| 3   | Łukasz Kotarba      | Tomasz Kotarba    | BTH Import Stal Rally Team       | Citroën C3 R5          | 2        |
| 4   | Kacper Wróblewski   | Jakub Wróbel      |                                  | Škoda Fabia Rally2 evo | 2        |
| 5   | Tomasz Kasperczyk   | Damian Syty       | Tiger Energy Drink Rally Team    | Volkswagen Polo GTI R5 | 2        |
| 6   | Marcin Słobodzian   | Robert Hundla     | APRMotorsport                    | Hyundai i20 R5         | 2        |
| 7   | Łukasz Byśkiniewicz | Zbigniew Cieślar  | APRMotorsport                    | Hyundai i20 R5         | 2        |
| 8   | Marek Nowak         | Adam Grzelka      |                                  | Ford Fiesta R5         | 2        |
| 9   | Adrian Chwietczuk   | Jarosław Baran    | Hołowczyc Racing                 | Škoda Fabia Rally2 evo | 2        |
| 10  | Adam Stec           | Dariusz Zdanowicz |                                  | Ford Fiesta R5         | 2        |
| 11  | Jarosław Kołtun     | Ireneusz Pleskot  | Plon Rally Team                  | Ford Fiesta Rally2     | 2        |
| 12  | Daniel Chwist       | Kamil Heller      | Rallytechnology                  | Volkswagen Polo GTI R5 | 2        |
| 14  | Dariusz Poloński    | Łukasz Sitek      | Rallytechnology                  | Abarth 124 Rally RGT   | 2        |
| 16  | Tomasz Terlikowski  | Dariusz Burkat    |                                  | Ford Fiesta Proto      | Open 4WD |
| 21  | Łukasz Kabaciński   | Michał Kuśnierz   |                                  | Ford Fiesta Proto      | Open 4WD |
| 22  | Jacek Jurecki       | Michał Trela      | Blachdom Plus Evotech Rally Team | Ford Fiesta Proto      | Open 4WD |
| 23  | Wojciech Chuchała   | Łukasz Włoch      | Martensport                      | Ford Fiesta Proto      | Open 4WD |
| 24  | Artur Rowiński      | Łukasz Zapart     |                                  | Škoda Fabia Proto      | Open 4WD |
| 25  | Aleksander Terlecki | Daniel Dymurski   |                                  | Ford Fiesta Proto      | Open 4WD |

## Zwycięzcy odcinków specjalnych[4]
| Dzień       | Numer odcinka                                    | Nazwa odcinka   | Długość        | Zwycięzca odcinka      | Samochód       | Czas           | Lider rajdu |
| ----------- | ------------------------------------------------ | --------------- | -------------- | ---------------------- | -------------- | -------------- | ----------- |
| 11 września | –                                                | Odcinek testowy | 2,32 km        | Łukasz Byśkiniewicz    | Hyundai i20 R5 | 01:14,9        | –           |
| 12 września |                                                  |                 |                |                        |                |                |             |
| OS1         | Miedźna 1                                        | 15,10 km        | Grzegorz Grzyb | Škoda Fabia Rally2 evo | 7:54,2         | Grzegorz Grzyb |             |
| OS2         | Jastrzębie-Zdrój 1                               | 20,36 km        | Jari Huttunen  | Hyundai i20 R5         | 10:48,4        | Jari Huttunen  |             |
| OS3         | Warszowice 1                                     | 7,03 km         | Grzegorz Grzyb | Škoda Fabia Rally2 evo | 3:42,1         | Jari Huttunen  |             |
| OS4         | Miedźna 2                                        | 15,10 km        | Grzegorz Grzyb | Škoda Fabia Rally2 evo | 7:49,4         | Grzegorz Grzyb |             |
| OS5         | Jastrzębie-Zdrój 2                               | 20,36 km        | Jari Huttunen  | Hyundai i20 R5         | 10:44,1        | Jari Huttunen  |             |
| OS6         | Warszowice 2                                     | 7,03 km         | Jari Huttunen  | Hyundai i20 R5         | 3:38,7         | Jari Huttunen  |             |
| OS7         | Miedźna 3 Power Stage 100-lecia Powstań Śląskich | 15,10 km        | Jari Huttunen  | Hyundai i20 R5         | 7:46,9         | Jari Huttunen  |             |

### Power Stage – OS7[6]
| Miejsce | Kierowca          | Pilot            | Samochód               | Czas/strata | Punkty |
| ------- | ----------------- | ---------------- | ---------------------- | ----------- | ------ |
| 1       | Jari Huttunen     | Mikko Lukka      | Hyundai i20 R5         | 7:46,9      | 5      |
| 2       | Grzegorz Grzyb    | Michał Poradzisz | Škoda Fabia Rally2 evo | +1,3        | 4      |
| 3       | Kacper Wróblewski | Jakub Wróbel     | Škoda Fabia Rally2 evo | +2,1        | 3      |
| 4       | Marcin Słobodzian | Robert Hundla    | Hyundai i20 R5         | +4,8        | 2      |
| 5       | Tomasz Kasperczyk | Damian Syty      | Volkswagen Polo GTI R5 | +6,1        | 1      |

## Wyniki końcowe rajdu[7]
W klasyfikacji generalnej dodatkowe punkty przyznawane są za odcinek Power Stage.
| Miejsce | Kierowca            | Pilot            | Samochód               | Czas    | Strata  | Grupa Klasa | Punkty |
| ------- | ------------------- | ---------------- | ---------------------- | ------- | ------- | ----------- | ------ |
| 1       | Jari Huttunen       | Mikko Lukka      | Hyundai i20 R5         | 52:30,5 | –       | 2           | 30+5   |
| 2       | Grzegorz Grzyb      | Michał Poradzisz | Škoda Fabia Rally2 evo | 52:37,8 | +7,3    | 2           | 24+4   |
| 3       | Tomasz Kasperczyk   | Damian Syty      | Volkswagen Polo GTI R5 | 53:02,8 | +32,3   | 2           | 21+1   |
| 4       | Łukasz Byśkiniewicz | Zbigniew Cieślar | Hyundai i20 R5         | 53:11,8 | +41,3   | 2           | 19     |
| 5       | Łukasz Kotarba      | Tomasz Kotarba   | Citroën C3 R5          | 53:37,1 | +1:06,6 | 2           | 17     |
| 6       | Jacek Jurecki       | Michał Trela     | Ford Fiesta Proto      | 54:27,0 | +1:56,5 | Open 4WD    | 15     |
| 7       | Jarosław Kołtun     | Ireneusz Pleskot | Ford Fiesta Rally2     | 54:28,6 | +1:58,1 | 2           | 13     |
| 8       | Daniel Chwist       | Kamil Heller     | Volkswagen Polo GTI R5 | 54:39,6 | +2:09,1 | 2           | 11     |
| 9       | Jarosław Szeja      | Marcin Szeja     | Subaru Impreza STi R4  | 55:01,8 | +2:31,3 | Open 4WD    | 9      |
| 10      | Wojciech Chuchała   | Łukasz Włoch     | Ford Fiesta Proto      | 55:03,3 | +2:32,8 | Open 4WD    | 7      |
| 11      | Adrian Chwietczuk   | Jarosław Baran   | Škoda Fabia Rally2 evo | 55:16,8 | +2:46,3 | 2           | 5      |
| 12      | Marek Nowak         | Adam Grzelka     | Ford Fiesta R5         | 55:25,4 | +2:54,9 | 2           | 4      |
| 13      | Marcin Słobodzian   | Robert Hundla    | Hyundai i20 R5         | 56:20,7 | +3:50,2 | 2           | 3+2    |
| 14      | Kacper Wróblewski   | Jakub Wróbel     | Škoda Fabia Rally2 evo | 56:21,2 | +3:50,7 | 2           | 2+3    |
| 15      | Tomasz Terlikowski  | Dariusz Burkat   | Ford Fiesta Proto      | 56:38,5 | +4:08,0 | Open 4WD    | 1      |

## Klasyfikacja kierowców RSMP po 2 rundzie
Punkty otrzymuje 15 pierwszych zawodników, którzy ukończą rajd według klucza:
| Miejsce | 1  | 2  | 3  | 4  | 5  | 6  | 7  | 8  | 9 | 10 | 11 | 12 | 13 | 14 | 15 |
| Punkty  | 30 | 24 | 21 | 19 | 17 | 15 | 13 | 11 | 9 | 7  | 5  | 4  | 3  | 2  | 1  |

Dodatkowe punkty zawodnicy zdobywają za ostatni odcinek specjalny zwany Power Stage, punktowany: za zwycięstwo – 5, drugie miejsce – 4, trzecie – 3, czwarte – 2 i piąte – 1 punkt.
| Miejsce | 1 | 2 | 3 | 4 | 5 |
| Punkty  | 5 | 4 | 3 | 2 | 1 |

W tabeli uwzględniono miejsce, które zajął zawodnik w poszczególnym rajdzie, a w indeksie górnym umieszczono miejsce uzyskane na ostatnim odcinku specjalnym tzw. Power Stage.
| Poz. | Kierowca             | Rzeszowski | Śląska | Świdnicki | Koszyc | Suma punktów |
| ---- | -------------------- | ---------- | ------ | --------- | ------ | ------------ |
| 1    | Jari Huttunen        | 12         | 1      |           |        | 69           |
| 2    | Grzegorz Grzyb       | 23         | 2      |           |        | 55           |
| 3    | Łukasz Byśkiniewicz  | 4          | 4      |           |        | 38           |
| 4    | Łukasz Kotarba       | 5          | 5      |           |        | 34           |
| 5    | Marcin Słobodzian    | 35         | 134    |           |        | 27           |
| 6    | Tomasz Kasperczyk    | 451        | 35     |           |        | 27           |
| 7    | Jarosław Szeja       | 6          | 9      |           |        | 24           |
| 8    | Jacek Jurecki        | 50         | 6      |           |        | 15           |
| 9    | Marek Nowak          | 8          | 12     |           |        | 15           |
| 10   | Michał Pryczek       | 7          | 16     |           |        | 13           |
| 11   | Jarosław Kołtun      | NU         | 7      |           |        | 13           |
| 12   | Daniel Chwist        |            | 8      |           |        | 11           |
| 13   | Szymon Cieślak       | 9          | 28     |           |        | 9            |
| 14   | Maciej Lubiak        | 10         | 18     |           |        | 7            |
| 15   | Wojciech Chuchała    | NU         | 10     |           |        | 7            |
| 16   | Kacper Wróblewski    | 184        | 143    |           |        | 7            |
| 17   | Tomasz Terlikowski   | 11         | 15     |           |        | 6            |
| 18   | Adrian Chwietczuk    | NU         | 11     |           |        | 5            |
| 19   | Radosław Typa        | 12         | 19     |           |        | 4            |
| 20   | Jacek Polok          | 13         |        |           |        | 3            |
| 21   | Krzysztof Brzozowski | 14         | NU     |           |        | 2            |
| 22   | Grzegorz Bonder      | 15         | 23     |           |        | 1            |
| Poz. | Kierowca             | Rzeszowski | Śląska | Świdnicki | Koszyc | Suma punktów |

| Kolor     | Opis                   |
| --------- | ---------------------- |
| Złoty     | Zwycięzca              |
| Srebrny   | 2. miejsce             |
| Brązowy   | 3. miejsce             |
| Zielony   | Punktowane miejsce     |
| Niebieski | Ukończył nie punktował |
| Fioletowy | Nie ukończył NU        |
| Czarny    | Wykluczony X           |
| Biały     | Nie wystartował NW     |
| Puste     | Nie brał udziału       |